# Colette van den Keere
Colette van den Keere (Colette Hondius après son mariage) est une graveuse néerlandaise née en 1568 et morte en 1629. Sœur de Pieter van den Keere, elle épouse le maître de celui-ci, le cartographe Jodocus Hondius, en 1587. On lui attribue un portrait posthume de son mari.

## Biographie
Colette van den Keere est née à Gand aux Pays-Bas vers 1568, fille d'un artiste fondeur Hendrik van den Keere, appelé Henry du Tour.
La famille de Colette, réfugiés protestants, s'installe à Londres entre 1584 et 1593 et revient à Amsterdam en 1595 définitivement.
Colette van den Keere épouse Jodocus Hondius à Londres le 11 avril 1587 puis donne naissance à des fils également cartographes, Jodocus Hondius le Jeune et Hendrik Hondius le Jeune, mais aussi à des filles qui épousent à leur tour d'autres cartographes, parmi lesquels Johannes Janssonius. Son époux, revenu en 1593 à Amsterdam, met en place un atelier de gravure et une librairie et crée un commerce produisant des globes et les premières grandes cartes du monde. En 1604, il acquiert les plaques de l'atlas de Mercator et les complète pour rééditer en 1606, l'atlas appelé à partir de ce moment-là Atlas Mercator-Hondius.
Veuve de Jodocus Hondius, Colette Hondius reprend ses affaires pendant une courte période après sa mort en 1612, avant de transférer vers 1621 la responsabilité de l'entreprise à leurs fils Jodocus Junior. et Henrik. On met à son crédit la création d'un portrait honorant son mari, un an après sa mort, accompagné du cartographe flamand Gérard Mercator. Ils sont deux cartographes éminents des XVIe et XVIIe siècles. Mercator est encore reconnu aujourd'hui pour sa projection rectangulaire de la carte du monde qui est utilisée dans de nombreuses salles de classe de la géographie. La gravure est imprimée pour la série de l'atlas Mercator-Hondius à partir de 1619 et publié à Amsterdam par Henricus Hondius, vers 1623.

## Œuvre

Double portrait des cartographes, Gérard Mercator et Jodocus Hondius, gravé par Collette Hondius
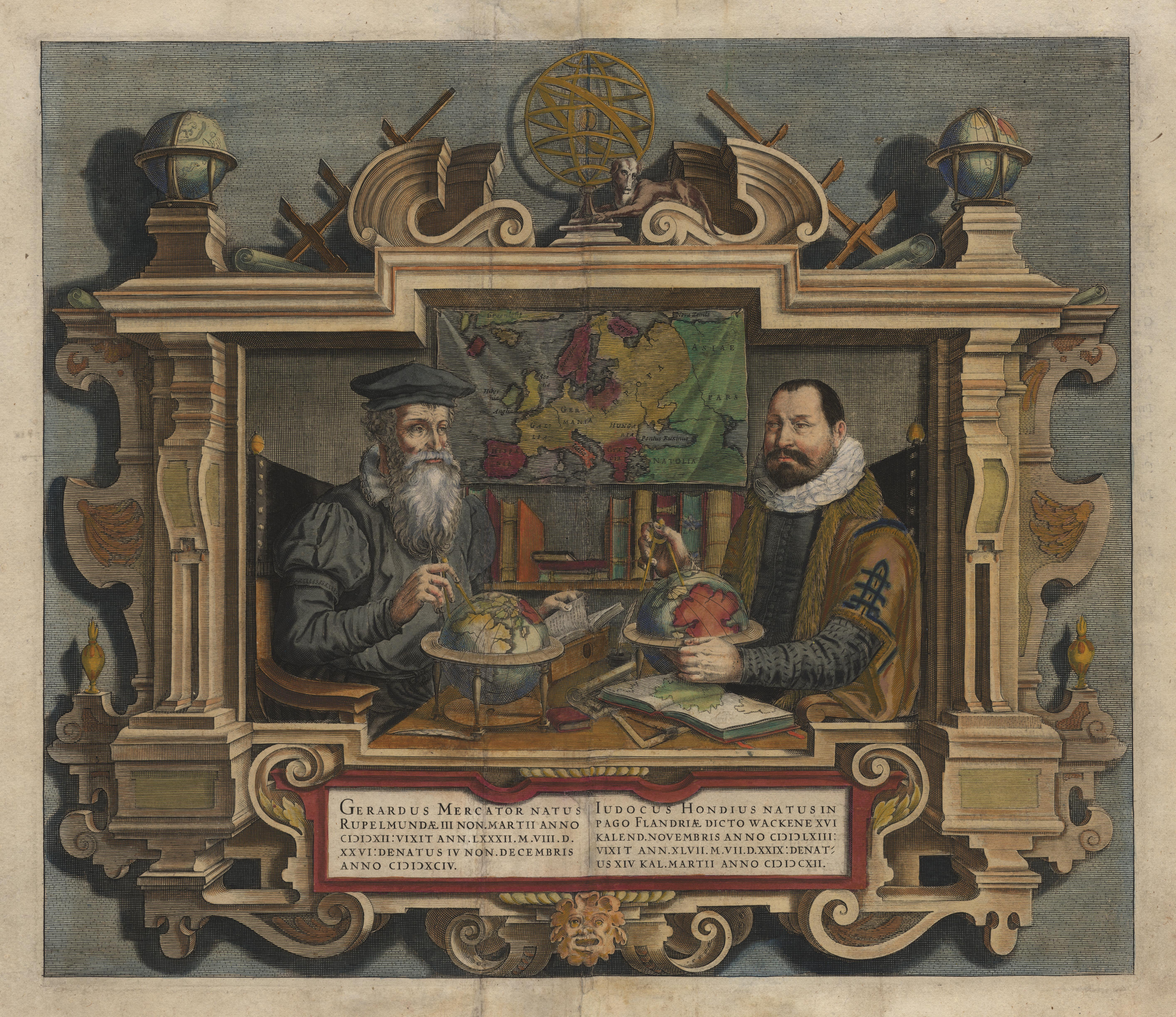
Estampe de la gravure coloriée à la main, 39 × 45 cm, publié dans l'Atlas ou méditations Cosmographiques de la Fabrique du Monde et Figure d'Iceluy